# أيوندة (بربرود الغربي)
أیوندة (بالفارسية: ایونده) هي قرية تقع في إيران في قسم بربرود الغربي الریفي. يقدر عدد سكانها بـ 64 نسمة .